# جو كابراك
جو كابراك (باليابانية: 鏑木 豪) (26 أغسطس 1977 في طوكيو في اليابان – )؛ هو لاعب كرة قدم ياباني سابق كان يلعب كحارس مرمى.

## وصلات خارجية
- جو كابراك على موقع رابطة كرة القدم اليابانية للمحترفين (اليابانية)
- جو كابراك على موقع عالم كرة القدم.نت (الإنجليزية)